# Volkodlaki (Somrak)
Volkodlaki, ki nastopajo v seriji Somrak, se ne starajo, če se redno preobražujejo. Alfa volkodlak La Pushovega plemena volkodlakov je Sam Uley, beta pa Jacob Black.

## Člani tropa

### Sam Uley
Sam Uley je alfa plemena volkodlakov La Pusha. Njegov oče, Joshua Uley, je njega in njegovo mamo zapustil, ko je bil Sam še zelo majhen. Preden se je začel preobraževati v volkodlaka, se je spogledoval s sošolko iz srednje šole, Leah Clearwater. Njuno razmerje je prešlo v krizno stanje, ko je Sam Leah razodel, v kaj se spreminja, dokončno pa je razpadlo, ko je Sam spoznal Leahino sestrično v drugem kolenu, Emily, in z njo doživel vtisnjenje - postopek, pri katerem volkodlaki najdejo dušo dvojčico. Ko se preobrazi, postane črn in največji volkodlak v tropu; tak je vse do četrtega romana, Jutranja zarja, ko ga Jacob preraste. Je alfa samec, vendar ne po krvni liniji: ta vloga bi morala po pravilih pripadati Jacobu, vendar mu ta do Jutranje zarje vseeno pusti voditi trop.
Solomon Trimble je v filmu Somrak upodobil Jacobovega prijatelja, vendar bo v filmih Mlada luna, Mrk in Jutranja zarja Sama upodobil igralec Chaske Spencer.

### Quil Ateara
Quil Ateara je tretji član La Pushovega tropa volkodlakov. Opisan je kot zelo mišičast.
Quil je eden izmed petih članov tropa, ki so doživeli vtisnjenje: on ga je z Emilynijino dveletno nečakinjo, Claire.
V filmu Mlada luna je Quila upodobil igralec Tyson Houseman.

### Embry Call
Embry Call ima (ko se spremeni v volkodlaka) sivo dlako. Pojavi se v knjigah Mlada luna in Mrk. Embry Bello Swan kliče "vampirsko dekle", saj se druži z družino Cullen. Ker njegova mama ni iz rodu Quileutov, sam ne pozna očeta, lahko pa se preobrazi v volkodlaka, je trop prišel do sklepa, da mora biti njegov oče oče Jacoba Blacka, Sama Uleyja ali Quila Ateare. Vsi "možni očetje" so se poročili pred Embryjevim rojstvom.
V filmu Somrak je Embryja upodobil igralec Krys Hyatt, v Mladi luni pa mu bo videz posodil Kiowa Gordon.

### Paul
Paul je bil, ko je izvedel, da se lahko spreminja v volkodlaka precej jezen. Je eden izmed največjih volkodlakov in ima temno sivo dlako.
Na začetku četrte knjige Paul doživi vtisnjenje z Jacobovo starejšo sestro Rachel. To Jacoba in Billyja spravlja ob živce, saj je kar naprej v njuni hiši in je njuno hrano, vendar ga Billy sčasoma vzljubi, saj je ravno on razlog, da je Rachel več časa doma.
V filmu Mlada luna bo Paula upodobil igralec Alex Meraz.

### Jared
Jared je bil drugi v tropu, ki je ugotovil, da se lahko spreminja v volkodlaka (prehitel ga je samo Sam Uley). Tudi on je eden izmed peterice, ki je doživela vtisnjenje: njegova izbranka je Kim, dekle, ki sedi zraven njega pri nekaj šolskih predmetih. Preden se je začel preobraževati, je ni niti opazil, po preobrazbi pa sta popolnoma nerazdružljiva.
V filmu Mlada luna bo Jareda upodobil igralec Bronson Pelletier.

### Leah Clearwater
Leah Clearwater je edina ženska članica tropa v zgodovini. V Mladi luni odkrije svoj skriti talent, ob pribljižno istem času pa se prvič preobrazi tudi njen mlajši brat, Seth. Ti dve preobrazbi naj bi bili povezani s srčno kapjo in smrtjo njunega očeta Harryja. S Samom Uleyjem hodi že leta, ko pa Sam spozna njeno sestrično v drugem kolenu, Emily, in z njo doživi vtisnjenje, zveza razpade. Sam pusti Leah in začne hoditi z Emily, rezultat tega pa je, da Leah postane zelo cinična in antigonistična.
V Jutranji zarji se pridruži na novo ustanovljenemu tropu, katerega vodja je Jacob Black.
V filmu Mrk (ki prihaja leta 2010) Leah Clearwater bo upodobila igralka Julia Jones.

### Seth Clearwater
Seth Clearwater je Leahin mlajši brat. Ko se spremeni v volkodlaka, je barva njegove dlake rjava. Prvič se preobrazi v volkodlaka v drugi knjigi, Mlada luna, ob pribljižno istem času kot njegova sestra. Med napadi v romanu Mrk, ko za nekaj časa ostane pri Belli Swan in Edwardu Cullenu, je star komaj petnajst let. Ko se prikažeta Victoria in njen prijatelj Riley, se Seth bori in uniči Rileyja. V Jutranji zarji se nekoliko spoprijatelji z Edwardom in celo pride na Bellino in Edwardovo poroko. Ko Jacob v isti knjigi ustanovi svoj trop, se mu Seth kaj hitro pridruži.
V filmu Mrk bo Setha Clearwaterja upodobil igralec in pevec Boo Boo Stewart.

### Collin in Brady
Collin in Brady sta najmlajša člana La Pushovega tropa volkodlakov. V Mrku sta stara 13 let in v Jutranji zarji sta predstavljena kot člana Samovega tropa.

### Ostali volkodlaki
V Jutranji zarji je omenjenih še sedem volkodlakov, katerih imena so neznana.

### Ephariam Black
Ephariam Black je bil dedek Billyja Blacka in bil je zadnja alfa Quileutskega tropa. Poleg njega sta njegov trop sestavljala še dva volkodlaka: Levi Uley in Quil Ateara St. (pradedek Jacobovega prijatelja Quila). Ephariam Black se je pogodil s Cullenovimi, ki so obljubili, da ne bodo nikoli stopili na ozemlje volkodlakov in da ne bodo nikoli pili človeške krvi.